# تيم كوكس
تيم كوكس (بالإنجليزية: Tim Cox)‏ هو منتج أفلام وكاتب سيناريو ومخرج أمريكي، ولد في القرن العشرين.

## وصلات خارجية
- تيم كوكس على موقع IMDb (الإنجليزية)
- تيم كوكس على موقع ألو سيني (الفرنسية)
- تيم كوكس على موقع أول موفي (الإنجليزية)
- تيم كوكس على موقع قاعدة بيانات الأفلام السويدية (السويدية)
- تيم كوكس على موقع إن إن دي بي (الإنجليزية)
- تيم كوكس على موقع قاعدة بيانات الفيلم (الإنجليزية)